# Лоче
Лоче (нем. Loitsche [loːtʃə]) — коммуна в Германии, в земле Саксония-Анхальт. 
Входит в состав района Оре. Подчиняется управлению Эльбе-Хайде.  Население составляет 679 человек (на 31 декабря 2006 года). Занимает площадь 19,43 км². Официальный код  —  15 3 62 062.